# Creeping Death
"Creeping Death" é uma canção da banda americana de heavy metal Metallica, sétima faixa de seu álbum de 1984, Ride the Lightning. Composta a partir da perspectiva do Anjo da Morte, sua letra descreve a Praga dos Primogênitos, narrada no Livro do Êxodo (12:29). 
A canção foi usada ocasionalmente como música de abertura no setlist da banda em diversas de suas turnês. É um exemplo clássico do estilo thrash da banda, embora seu andamento seja mais lento que o material do primeiro álbum, Kill 'Em All. A seção do meio da canção, baseada em torno de um coro ameaçador de "Die!" ("Morra!") sobre uma progressão de acordes no modo frígio, é corriqueiramente usada para a participação do público nos shows da banda.
Foi lançada como single em 1984 pelo selo Music for Nations no Reino Unido e na França; os lados B eram as covers "Am I Evil? (originalmente da banda Diamond Head) e "Blitzkrieg" (originalmente da banda homônima). Estas duas covers, conhecidas como Garage Days Revisited foram a inspiração para o EP de covers lançado pela banda, Garage Days Re-Revisited.

## Inspiração
Para compor a canção, a banda se inspirou na segunda metade do filme Os Dez Mandamentos (The Ten Commandments), baseado na narrativa bíblica das maldições lançadas sobre os egípcios. Ao assistir uma cena na qual uma das pragas mata cada um dos filhos primogênitos dos egípcios, o baixista Cliff Burton teria comentado: "Whoa - it's like creeping death." A banda gostou do som da expressão, e decidiu compor uma canção sobre as pragas, com a frase como título.

## Versões ao vivo
A canção apresenta muitos backing vocals, e exige a participação de mais de um vocalista. Nas gravações ao vivo da banda feitas antes da morte de Cliff Burton, sua voz pode ser ouvida no terceiro refrão, bem durante a ponte. Quando Jason Newsted entrou para a banda, passou a cantar o terceiro refrão sozinho nas performances ao vivo, bem como a primeira palavra de cada verso.
Durante o break a plateia é encorajada a cantar "Die!" ("Morra!") ao ritmo da canção enquanto o vocalista James Hetfield canta os versos.

## Composição
A seção do meio da canção foi composta originalmente pelo guitarrista solo Kirk Hammett, quando ainda fazia parte da banda Exodus; a canção então se chamava "Die By His Hand", e fazia parte do setlist da banda há anos, embora não tenha sido usada em nenhum de seus álbuns.

## Faixas
Lado A:
1. "Creeping Death" (06:36)

Lado B (Garage Days Revisited):
1. "Am I Evil?" (07:45)
2. "Blitzkrieg" (03:36)